# Rice Lake (Minnesota)
Pour les articles homonymes, voir Rice Lake.
Rice Lake est une municipalité américaine située dans le comté de Saint Louis au Minnesota.

## Géographie
Rice Lake se trouve au nord de Duluth. En 2010, le township s'étend sur 33,47 milles carrés (86,69 km2), dont 1,06 mille carré (2,75 km2) d'étendues d'eau.

## Histoire
Le township de Rice Lake est fondé en 1870,. Il se développe particulièrement à la fin du XXe siècle, en devenant une banlieue dortoir de Duluth. En 2014, Duluth envisage d'annexer une partie du township, qui choisit alors de se constituer en municipalité. En octobre 2015, Rice Lake devient la 853e municipalité du Minnesota,. 240 acres (97 ha) du territoire de l'ancien township sont toutefois cédés à la ville voisine.

## Démographie
Lors du recensement de 2010, la population du township de Rice Lake est de 4 095 habitants.